# Epelis amnicularia
Epelis amnicularia är en fjärilsart som beskrevs av Zetterstedt 1839. Epelis amnicularia ingår i släktet Epelis och familjen mätare. Inga underarter finns listade i Catalogue of Life.